# بيتر باستيان
بيتر باستيان (بالدنماركية: Peter Bastian)‏ هو موسيقي دنماركي، ولد في 25 أغسطس 1943 في كوبنهاغن في الدنمارك، وتوفي في 27 مارس 2017.

## وصلات خارجية
- الموقع الرسمي
- بيتر باستيان على موقع IMDb (الإنجليزية)
- بيتر باستيان على موقع ميوزك برينز (الإنجليزية)
- بيتر باستيان على موقع أول ميوزيك (الإنجليزية)
- بيتر باستيان على موقع ديسكوغز (الإنجليزية)
- بيتر باستيان على موقع قاعدة بيانات الفيلم (الإنجليزية)